# Muwafaq Tarif

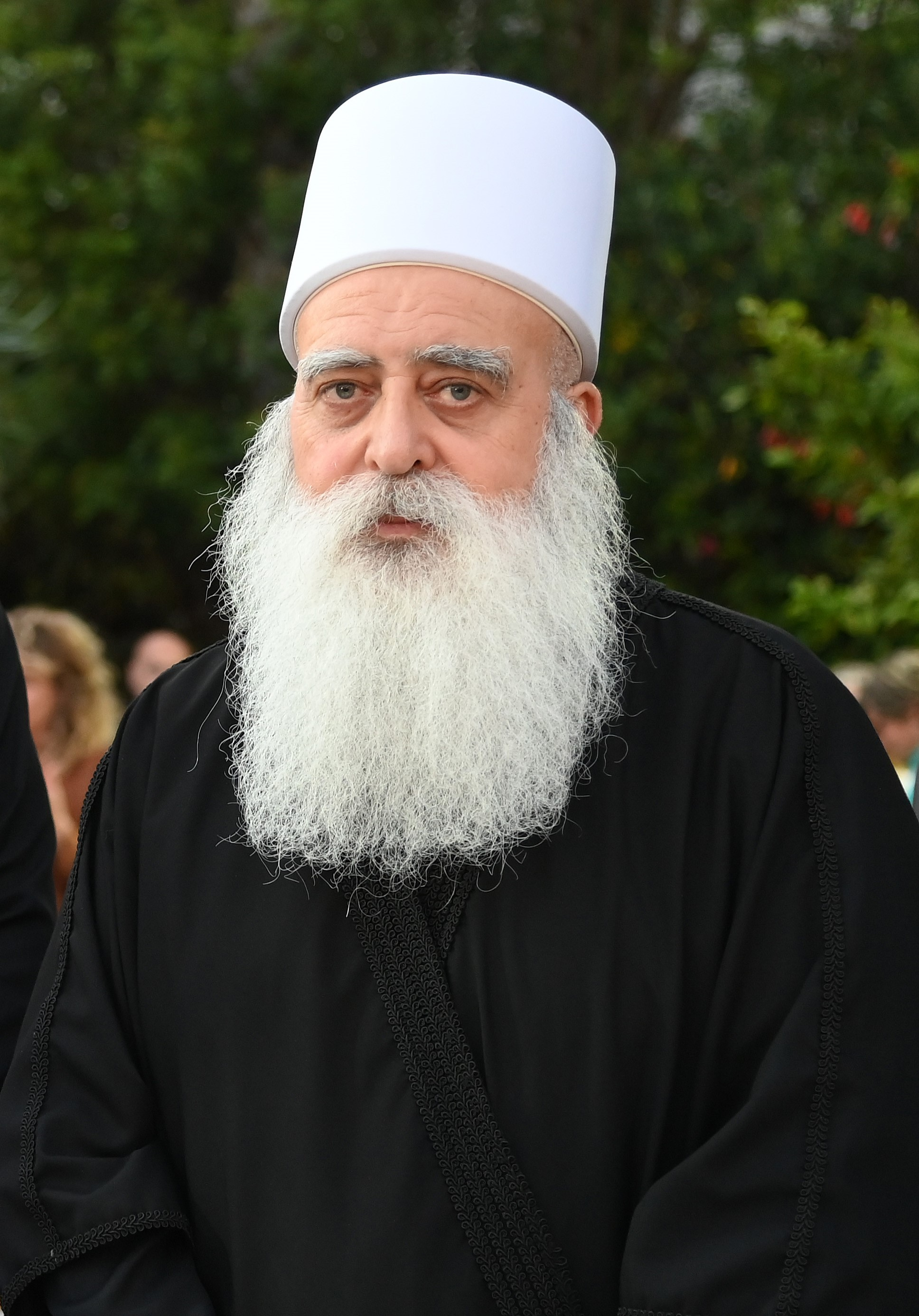
Muwafaq Tarif, 2023

Xeique Muwafaq Tarīf (em árabe: موفق طريف, em hebraico:  מוואפק טריף) (Julis, 1963) é um religioso israelense, cádi e líder dos drusos de Israel.
Nascido em 1963 no vilarejo de Julis, no Norte de Israel, em uma família que desde 1753 lidera a comunidade drusa da Palestina, e depois de Israel. Em 1993, herdou a posição de líder espiritual de seu avô, Xeique Amin Tarif, conhecido por sua lealdade ao Estado de Israel. Em 2004, Muwafaq, junto ao prefeito de Shefa-'Amr, assinou uma declaração que sugeria que os não judeus do país seguissem as Leis de Noé.